# Blaby
Blaby è un paese di 6 240 abitanti della contea del Leicestershire, in Inghilterra.